# Fawdon
Fawdon – dzielnica miasta Newcastle upon Tyne, w Anglii, w Tyne and Wear, w dystrykcie metropolitalnym Newcastle upon Tyne. Leży 4.8 km od centrum miasta Newcastle upon Tyne i 403 km od Londynu. W 2011 roku dzielnica liczyła 10 090 mieszkańców.